# Nikolaus Wendorp
Nikolaus Wendorp (auch Wentorp, * um 1400; † nach 1461) war ein deutscher Rechtswissenschaftler, Hochschullehrer und Rektor.
Nikolaus Wendorp begann am 24. April 1420 ein Studium an der Universität Rostock, das er mit dem Magister artium und dem Bakkalaureus iur. abschloss. Er lehrte danach an der Juristischen Fakultät der Universität, an der er zwischen 1435 und 1461 elfmal das Amt des Rektors und einmal des Prorektors ausübte.